# Medalha Bruce
A Medalha Bruce, cujo nome oficial em inglês é Catherine Wolfe Bruce Gold Medal, é um prêmio concedido anualmente pela Sociedade Astronômica do Pacífico por contribuições à astronomia.

## Premiados[1]
- 1898 - Simon Newcomb
- 1899 - Arthur Auwers
- 1900 - David Gill
- 1902 - Giovanni Schiaparelli
- 1904 - William Huggins
- 1906 - Hermann Carl Vogel
- 1908 - Edward Charles Pickering
- 1909 - George William Hill
- 1911 - Henri Poincaré
- 1913 - Jacobus Kapteyn
- 1914 - Oskar Backlund
- 1915 - William Wallace Campbell
- 1916 - George Ellery Hale
- 1917 - Edward Barnard
- 1920 - Ernest William Brown
- 1921 - Henri-Alexandre Deslandres
- 1922 - Frank Dyson
- 1923 - Benjamin Baillaud
- 1924 - Arthur Stanley Eddington
- 1925 - Henry Norris Russell
- 1926 - Robert Grant Aitken
- 1927 - Herbert Hall Turner
- 1928 - Walter Sydney Adams
- 1929 - Frank Schlesinger
- 1930 - Max Wolf
- 1931 - Willem de Sitter
- 1932 - John Stanley Plaskett
- 1933 - Carl Charlier
- 1934 - Alfred Fowler
- 1935 - Vesto Melvin Slipher
- 1936 - Armin Otto Leuschner
- 1937 - Ejnar Hertzsprung
- 1938 - Edwin Powell Hubble
- 1939 - Harlow Shapley
- 1940 - Frederick Hanley Seares
- 1941 - Joel Stebbins
- 1942 - Jan Hendrik Oort
- 1945 - Edward Arthur Milne
- 1946 - Paul Merrill
- 1947 - Bernard Lyot
- 1948 - Otto Struve
- 1949 - Harold Spencer Jones
- 1950 - Alfred Harrison Joy
- 1951 - Marcel Minnaert
- 1952 - Subrahmanyan Chandrasekhar
- 1953 - Harold Delos Babcock
- 1954 - Bertil Lindblad
- 1955 - Walter Baade
- 1956 - Albrecht Unsöld
- 1957 - Ira Sprague Bowen
- 1958 - William Wilson Morgan
- 1959 - Bengt Strömgren
- 1960 - Viktor Ambartsumian
- 1961 - Rudolf Minkowski
- 1962 - Grote Reber
- 1963 - Seth Barnes Nicholson
- 1964 - Otto Heckmann
- 1965 - Martin Schwarzschild
- 1966 - Dirk Brouwer
- 1967 - Ludwig Biermann
- 1968 - Willem Jacob Luyten
- 1969 - Horace Welcome Babcock
- 1970 - Fred Hoyle
- 1971 - Jesse Leonard Greenstein
- 1972 - Iosif Shklovsky
- 1973 - Lyman Spitzer
- 1974 - Martin Ryle
- 1975 - Allan Rex Sandage
- 1976 - Ernst Öpik
- 1977 - Bart Bok
- 1978 - Hendrik Christoffel van de Hulst
- 1979 - William Alfred Fowler
- 1980 - George Herbig
- 1981 - Riccardo Giacconi
- 1982 - Margaret Burbidge
- 1983 - Jakov Seldovich
- 1984 - Olin Chaddock Wilson
- 1985 - Thomas George Cowling
- 1986 - Fred Whipple
- 1987 - Edwin Ernest Salpeter
- 1988 - John Gatenby Bolton
- 1989 - Adriaan Blaauw
- 1990 - Charlotte Moore Sitterly
- 1991 - Donald Edward Osterbrock
- 1992 - Maarten Schmidt
- 1993 - Martin Rees
- 1994 - Wallace Sargent
- 1995 - James Peebles
- 1996 - Albert Whitford
- 1997 - Eugene Parker
- 1998 - Donald Lynden-Bell
- 1999 - Geoffrey Burbidge
- 2000 - Rashid Sunyaev
- 2001 - Hans Bethe
- 2002 - Bohdan Paczyński
- 2003 - Vera Rubin
- 2004 - Chushiro Hayashi
- 2005 - Robert Kraft
- 2006 - Frank James Low
- 2007 - Martin Harwit
- 2008 - Sidney van den Bergh
- 2009 - Frank Shu
- 2010 - Gerald Neugebauer
- 2011 - Jeremiah Paul Ostriker
- 2012 - Sandra Faber
- 2013 - James Gunn
- 2014 - Kenneth Kellermann
- 2015 - Douglas Lin
- 2016 - Andrew Fabian
- 2017 - Nicholas Scoville
- 2018 - Tim Heckman[2]
- 2019 - Martha Patricia Haynes[3]